# Дельве
Дельве (нем. Delve) — община в Германии, в земле Шлезвиг-Гольштейн. 
Входит в состав района Дитмаршен. Подчиняется управлению КЛьГ Хеннштедт.  Население составляет 717 человек (на 31 декабря 2010 года). Занимает площадь 15,85 км².

## Галерея

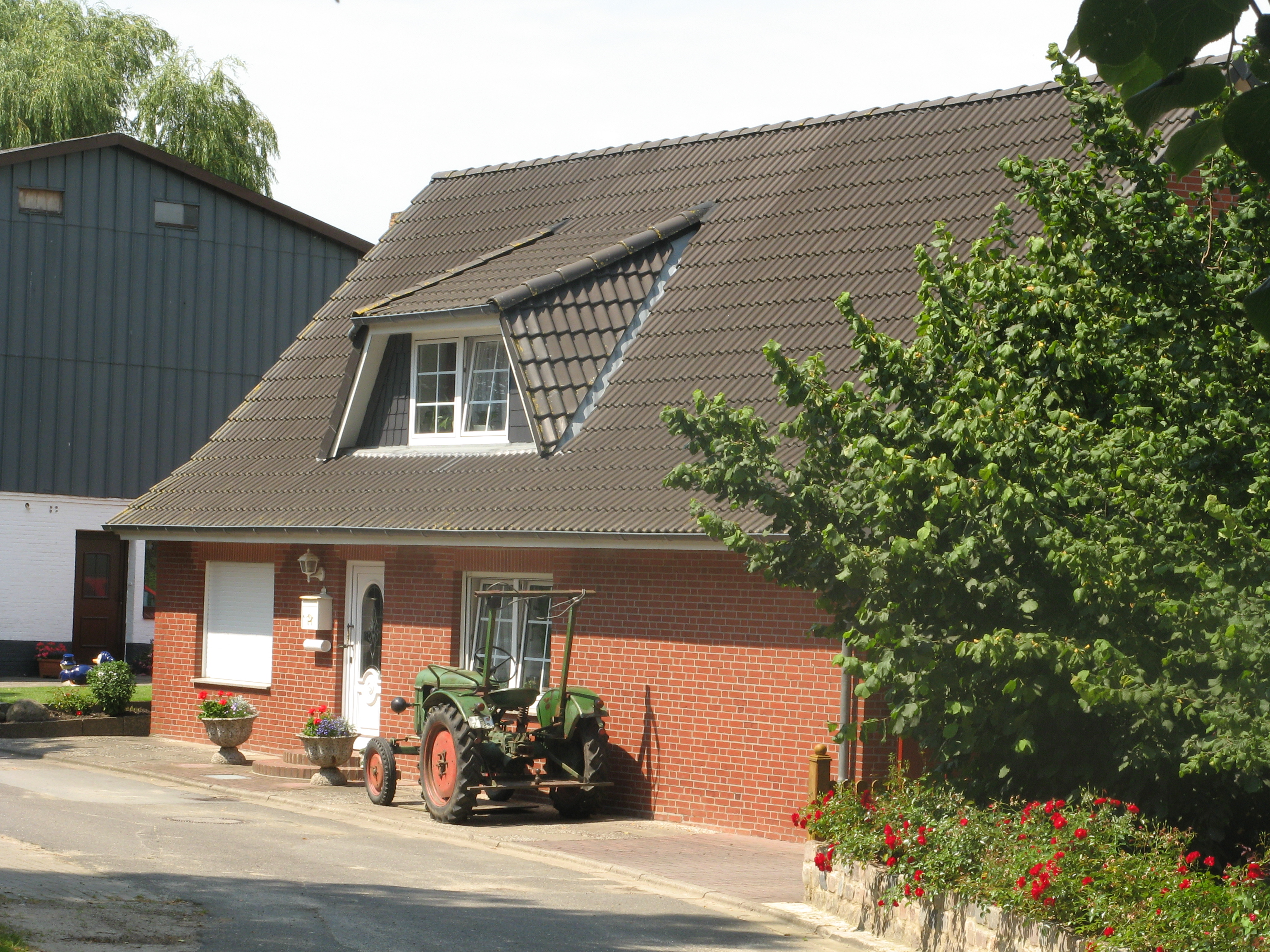
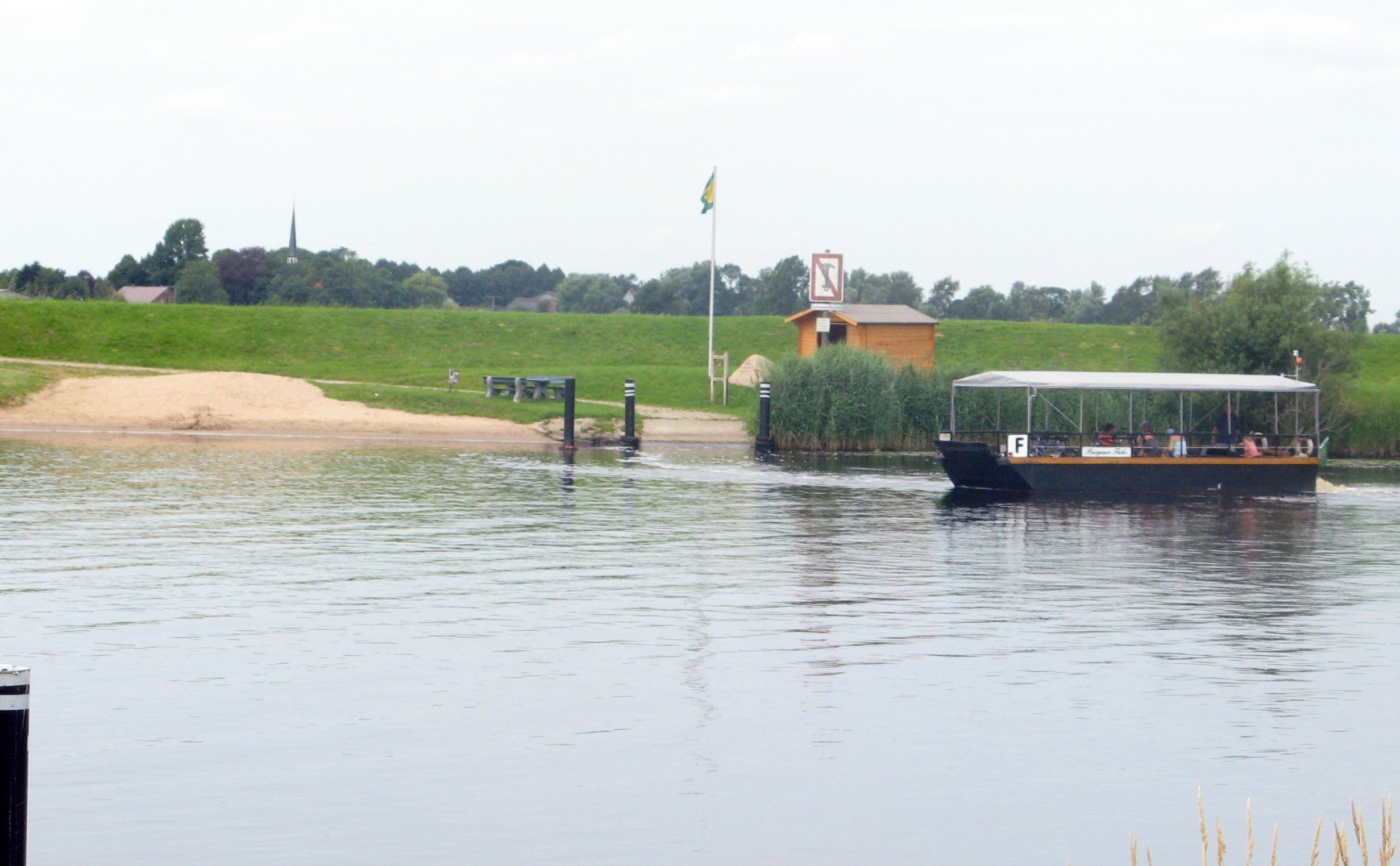
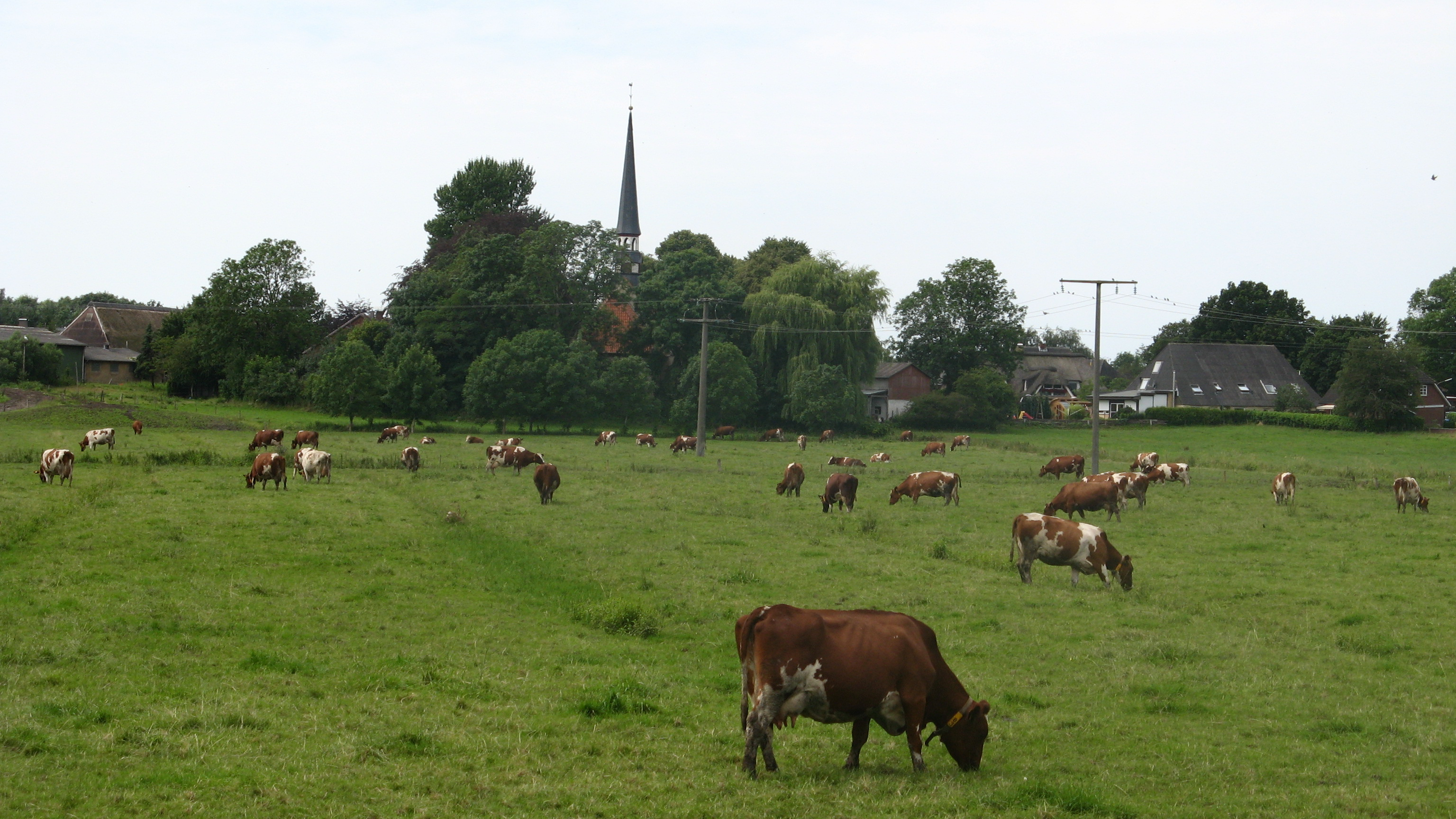